# Kabinett Ulmanis II

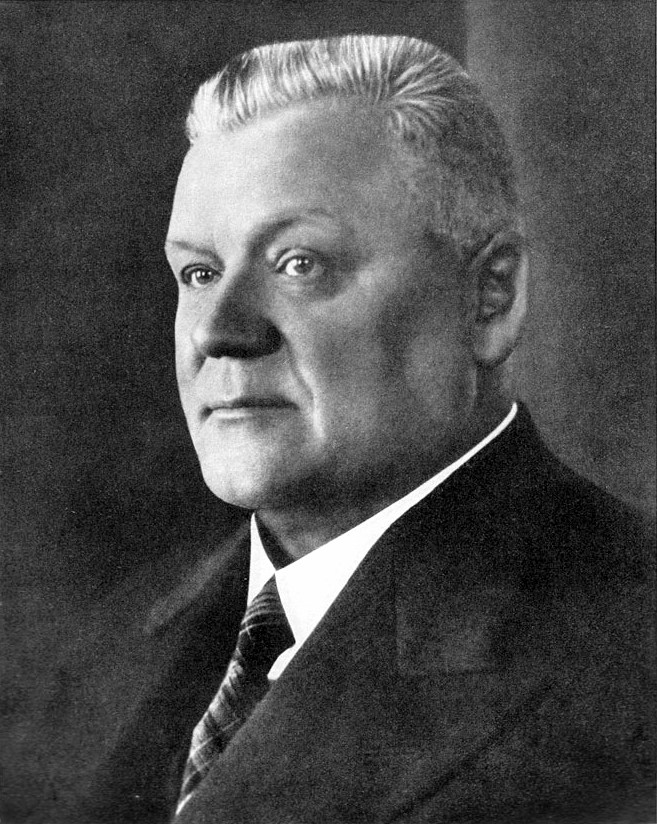
Ministerpräsident Kārlis Ulmanis

Das Kabinett Ulmanis II war die zweite (provisorische) Regierung der Republik Lettland und wurde am 14. Juli 1919 von Ministerpräsident Kārlis Ulmanis gebildet. Das Kabinett löste das Kabinett Ulmanis I ab und blieb bis zum 8. Dezember 1919 im Amt, woraufhin es vom Kabinett Ulmanis III abgelöst wurde.
Dem Kabinett gehörten folgende Minister an:
| Amt                                   | Amtsinhaber                       | Beginn der Amtszeit             | Ende der Amtszeit                   |
| ------------------------------------- | --------------------------------- | ------------------------------- | ----------------------------------- |
| Ministerpräsident Versorgungsminister | Kārlis Ulmanis                    | 14. Juli 1919                   | 8. Dezember 1919                    |
| Außenminister                         | Zigfrīds Anna Meierovics          | 14. Juli 1919                   | 8. Dezember 1919                    |
| Innenminister                         | Miķelis Valters Alfrēds Birznieks | 14. Juli 1919 1. September 1919 | 31. August 1919 8. Dezember 1919    |
| Sicherheitsminister                   | Dāvids Sīmansons Kārlis Ulmanis   | 14. Juli 1919 1. September 1919 | 10. September 1919 8. Dezember 1919 |
| Finanzminister                        | Robert Erhardt                    | 14. Juli 1919                   | 8. Dezember 1919                    |
| Justizminister                        | Edvins Magnuss                    | 14. Juli 1919                   | 8. Dezember 1919                    |
| Landwirtschaftsminister               | Kārlis Ulmanis Augusts Kalniņš    | 14. Juli 1919 5. September 1919 | 4. September 1919 8. Dezember 1919  |
| Minister für Verkehr und Bauwesen     | Teodors Hermanovskis              | 14. Juli 1919                   | 8. Dezember 1919                    |
| Bildungsminister                      | Kārlis Kasparsons                 | 14. Juli 1919                   | 8. Dezember 1919                    |
| Minister für Handel und Industrie     | Jānis Zēbergs                     | 14. Juli 1919                   | 8. Dezember 1919                    |
| Staatskontrolleur                     | Pauls Mincs                       | 14. Juli 1919                   | 8. Dezember 1919                    |